# Anacamptis morio
L'orchide minore (Anacamptis morio (L.) R.M.Bateman, Pridgeon & M.W.Chase, 1997), anche nota come giglio caprino, è una pianta erbacea della famiglia delle Orchidaceae.
È una delle più diffuse orchidee selvatiche in Italia; infatti quasi in ogni regione esiste un nome diverso per questo fiore. Pur sempre riconoscibile, presenta una notevole variabilità nel colore dei petali.

## Descrizione

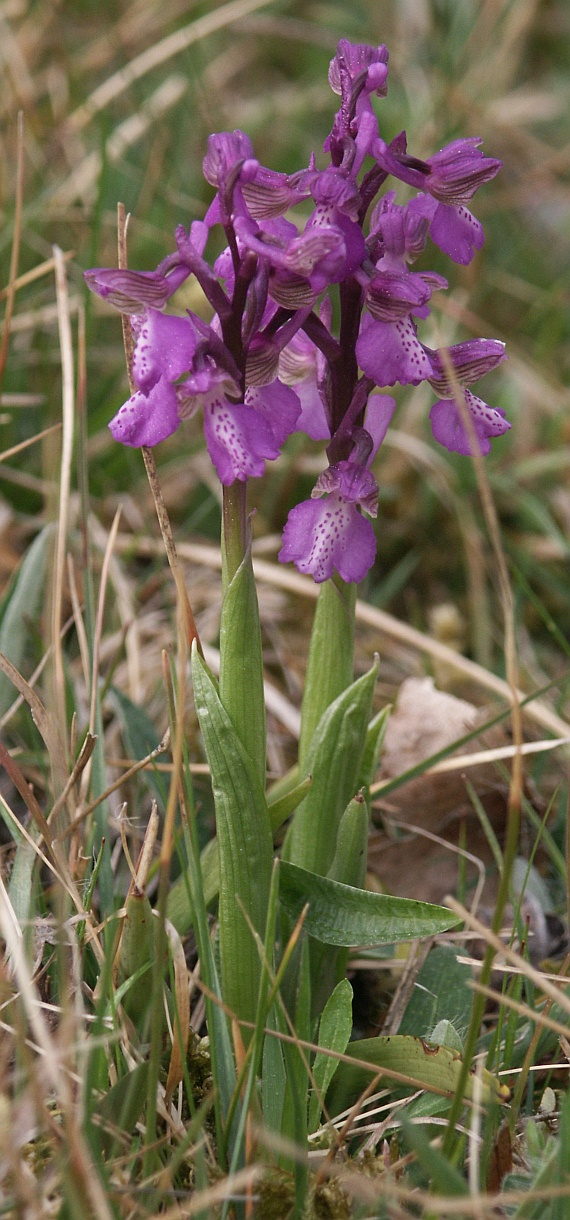
Anacamptis morio

Dettaglio del fiore

È una pianta erbacea alta 10–35 cm, con fusto cilindrico di colore verde, violaceo verso la sommità.
L'apparato radicale è composto da due rizotuberi rotondeggianti.
Le foglie sono da ellittiche a lanceolate; quelle basali sono riunite a rosetta mentre quelle cauline inguainano il fusto. Le brattee sono lanceolate, verdi, talora macchiate di porpora alle estremità.

I fiori, di colore dal rosa al viola (ma non sono rare le forme albine), sono riuniti in infiorescenze oblunghe, più o meno dense. 
I sepali sono ovato-oblunghi, i petali un po' più stretti. Il labello, leggermente trilobato, con labello mediano più grande dei laterali, ha margini crenulati; la parte centrale è in genere più chiara e presenta una punteggiatura violacea. Lo sperone è cilindrico, orizzontale o ascendente, più corto dell'ovario. Il ginostemio è a becco corto, con logge dell'antera color porpora e masse polliniche verdastre.
Fiorisce da aprile a giugno.
Il numero cromosomico di Anacamptis morio è 2n=36.

## Biologia
Si riproduce per impollinazione entomofila ad opera di imenotteri del genere Bombus.

## Distribuzione e habitat
Si trova quasi in tutta Europa e nei paesi del bacino del Mediterraneo.
In Italia è presente su quasi tutto il territorio, con l'eccezione della Sardegna.
Il suo habitat va dai prati magri, alle garighe, alle radure di macchia, ai boschi luminosi, con preferenza per i terreni leggermente acidi, alla luce piena del sole o in mezz'ombra. Cresce da 0 a 1900 m di altitudine.

## Tassonomia
Descritta da Linneo come Orchis morio questa specie è stata nel 2003 assegnata al genere Anacamptis.
Il numero cromosomico di Anacamptis morio è 2n=36.

### Sottospecie
Sono note le seguenti sottospecie:
- Anacamptis morio subsp. morio
- Anacamptis morio subsp. caucasica (K.Koch) H.Kretzschmar, Eccarius & H.Dietr.
- Anacamptis morio subsp. champagneuxii (Barnéoud) H.Kretzschmar, Eccarius & H.Dietr.
- Anacamptis morio subsp. longicornu (Poir.) H.Kretzschmar, Eccarius & H.Dietr.
- Anacamptis morio subsp. picta (Loisel.) Jacquet & Scappat.
- Anacamptis morio subsp. syriaca (E.G.Camus) H.Kretzschmar, Eccarius & H.Dietr.

### Ibridi
Può dar luogo a ibridi con altre specie di Anacamptis:
- Anacamptis × gennarii (A. morio × A. papilionacea)
- Anacamptis × laniccae (A. morio × A. pyramidalis)

Sono inoltre stati descritti ibridi con altri generi di Orchidinae tra i quali:
- ×Serapicamptis (Anacamptis × Serapias)[3]
  - × Serapicamptis bevilacquae (Penz.) J.M.H.Shaw, 2005 (A. morio × S. neglecta)
  - × Serapicamptis capitata (E.G.Camus) H.Kretzschmar, Eccarius & H.Dietr., 2007 (A. morio × S. lingua)
  - × Serapicamptis correvonii (E.G.Camus & A.Camus) J.M.H.Shaw, Orchid Rev., 2005 (A. morio × S. lingua)
  - × Serapicamptis ducoroniae (P.Delforge) J.M.H.Shaw, 2005 (A. morio × S. orientalis subsp. apulica)
  - × Serapicamptis fontanae (E.G.Camus) H.Kretzschmar, Eccarius & H.Dietr., 2007 (A. morio × S. vomeracea)
  - × Serapicamptis garbariorum (Murr) J.M.H.Shaw, 2005 (A. morio × S. vomeracea)